# مشاش السهول (ثادق)
مشاش السهول، هي قرية من فئة (ب) تقع في محافظة ثادق، والتابعة لمنطقة الرياض في السعودية. وتبعد مشاش السهول عن محافظة ثادق بمسافة تقارب () كم.
ورئيس مركزها هو :
سعود بن مبارك بن صالح الشعمل السهلي 